# جوستوس كريستيان هنري هيلموت
جوستوس كريستيان هنري هيلموت (بالإنجليزية: Justus Christian Henry Helmuth)‏ هو عالم عقيدة وأستاذ جامعي أمريكي، ولد في 16 مايو 1745 في هلمشتيت في ألمانيا، وتوفي في 5 فبراير 1825 في فيلادلفيا في الولايات المتحدة.